# Liste der Monuments historiques in Burey-la-Côte
Die Liste der Monuments historiques in Burey-la-Côte führt die Monuments historiques in der französischen Gemeinde Burey-la-Côte auf.

## Liste der Immobilien
| Bezeichnung              | Beschreibung             | Standort             | Kennzeichnung | Schutzstatus | Datum | Bild |
| ------------------------ | ------------------------ | -------------------- | ------------- | ------------ | ----- | ---- |
| Château de Burey-la-Côte | Schloss, 16. Jahrhundert | 26 Grande Rue (Lage) | PA00125528    | Inscrit      | 1993  |      |

## Liste der Objekte
| Bezeichnung | Beschreibung                                                       | Standort                      | Kennzeichnung | Schutzstatus | Datum | Bild |
| ----------- | ------------------------------------------------------------------ | ----------------------------- | ------------- | ------------ | ----- | ---- |
| Glocke      | Bronze, 1779 gegossen; schmiedeeiserner Klöppel und hölzernes Joch | in der Kirche St-Léger (Lage) | PM55001663    | Classé       | 1990  |      |